# دنيس فاغنر
دنيس فاغنر (بالألمانية: Dennis Wagner)‏ هو لاعب شطرنج ألماني، ولد في 19 يونيو 1997 في كاسل في ألمانيا.

## وصلات خارجية
- دنيس فاغنر على موقع الاتحاد الدولي للشطرنج (الإنجليزية)
- دنيس فاغنر على موقع مباريات الشطرنج (الإنجليزية)
- دنيس فاغنر على موقع 365Chess.com (الإنجليزية)
- دنيس فاغنر على موقع Chesstempo.com (الإنجليزية)